# David I van Schotland
David I, Schots-Gaelisch: Daibhidh I of Dabíd mac Maíl Choluim (Schotland, ca. 1084 – Carlisle, 24 mei 1153) was koning van Schotland 1124-1153. Hij was een zoon van Malcolm III en Margaretha van Schotland. Hij is ook bekend onder de naam David de Heilige.

## Jeugd, Koning
Na het overlijden van zijn vader (1093) werden David en twee van zijn broers naar Engeland verbannen. In 1097 werd zijn oudere broer Edgar met Engelse steun koning van Schotland. David ging toen vermoedelijk weer in Schotland wonen. Nadat Hendrik I van Engeland de koningstitel van Engeland had verworven en trouwde met een zuster van David, keerde David weer terug naar Engeland en werd een hoveling van Hendrik. Toen Edgar in 1107 overleed verdeelde hij Schotland tussen zijn broers Alexander I van Schotland en David. Alexander kreeg de koningstitel en David kreeg het bestuur over de gebieden ten zuiden van de rivieren Fife en Clyde, en noemde zich "prins van Cumbria". In 1113 trouwde hij met Mathilde van Huntingdon. Zij was ongeveer 10 jaar ouder en weduwe, maar ze had wel aanspraken op het earldom Huntingdon dat grote bezittingen in het noorden van Engeland en het zuiden van Schotland omvatte. David stichtte dat jaar de abdij van Selkirk. In 1024 overleed Alexander. Zijn onwettige zoon Malcolm probeerde koning te worden maar David versloeg hem in twee veldslagen, met Engelse hulp. David had weinig zin in de traditionele kroning op de Stone of Scone en kon slechts met grote moeite door de bisschoppen worden overgehaald om mee te werken. David kreeg nooit veel gezag in het noorden van Schotland en verkeerde meestal als hoveling in Engeland of Normandië.

## Politiek
David was de eerste Engelse edelman die in 1127 de eed aflegde om de troonaanspraken van Mathilde van Engeland te ondersteunen. Zijn neef Malcolm kwam in 1130 weer in opstand maar werd door Davids edelen verslagen. In 1134 wist David met Engelse steun de opstand definitief te onderdrukken. Hij nam Malcolm gevangen en sloot hem op in Roxburgh. In 1135 greep Stefanus van Engeland de macht in Engeland ten koste van de rechtmatige opvolger Mathilde. David had gezworen om Mathilde te helpen en kon zijn verplichting nu goed met zijn eigenbelang verenigen: Hij viel Engeland binnen en kreeg uiteindelijk van Stephen bij het verdrag van Durham (Engeland), Carlisle (Engeland) en andere gebieden in het noorden van Engeland. In 1136 stichtte hij priorij van Urquhart en in 1137 Melrose Abbey. Zijn pogingen om zijn macht uit te breiden over het noorden van Schotland werden gedwarsboomd door Noorwegen.
In 1137 werd Davids zoon Hendrik van Schotland beledigd aan het Engelse hof en de zaak werd niet naar tevredenheid geregeld. Voor David was dat aanleiding om opnieuw oorlog te voeren tegen Engeland. Het Schotse leger trok plunderend door Engeland en versloeg een Engels leger bij Clitheroe. Het Schotse leger werd echter verslagen in de slag van de Standaard. Hierna werd het tweede verdrag van Durham gesloten waarbij David Carlisle en Cumbria behield, terwijl Hendrik de titels van Huntingdon en Doncaster terug kreeg, en bovendien werd benoemd tot earl van Northumberland. Toen Mathilde ook nog Engeland binnenviel, wist David zijn macht uit te breiden tot de rivieren Tyne en Ribble. Het lukte hem echter niet de bisschoppen van Durham en York door zijn eigen kandidaten te vervangen. In 1152 overleed Hendrik en benoemde David zijn kleinzoon Malcolm tot opvolger in Schotland en diens broer Willem tot erfgenaam van zijn Engelse bezittingen en titels.

## Bestuur
David zag het Normandische Engeland als een voorbeeld in cultuur en bestuur. Hij deed een grote inspanning om Schotland te moderniseren naar dat voorbeeld:
- David reorganiseerde de bisdommen en de kerk in Schotland. Hij deed voorturend pogingen om een eigen Schots aartsbisdom in St Andrews te creëren, als tegenwicht tegen aanspraken van de aartsbisdommen van York en Canterbury op het gezag over de Schotse kerk. Deze pogingen mislukten maar David bereikte wel een grotere zelfstandigheid voor de Schotse bisschoppen. Toen het aartsbisdom van Trondheim werd ingesteld, kreeg dat wel het gezag over de Orkney-eilanden en de Schotse eilanden - die effectief ook tot de Noorse invloedssfeer behoorden.
- David stichtte een groot aantal kloosters. Naast de genoemde kloosters van Selkirk, Melrose en Uruqarth, ook: Newbattle, Kinloss, Holyrood, St Andrews, Cambuskenneth en Kelso.
- David stichtte ongeveer 15 versterkte plaatsen voor bestuur en belastingheffing, het begin van een aantal Schotse steden. Deze steden hadden een duidelijk en blijvend Engels-Normandisch karakter.
- David haalde Normandische en Engelse edelen naar Schotland en introduceerde een feodaal systeem in Europese stijl.

David werd begraven in de abdij van Dunfermline.

## Nakomelingen
David en Mathilde kregen de volgende kinderen:
- Malcolm, op jonge leeftijd vermoord door een klerk
- Hendrik van Schotland (1115 – 1152), 3e graaf van Huntingdon
- Claricia, jong overleden
- Hodierna, jong overleden
- onbekend kind, ouder van een dochter Ela, gehuwd met Duncan MacDuff earl van Fife

## Voorouders
| Voorouders van Hendrik van Schotland | Voorouders van Hendrik van Schotland                                             | Voorouders van Hendrik van Schotland                                             | Voorouders van Hendrik van Schotland                                             | Voorouders van Hendrik van Schotland                                             | Voorouders van Hendrik van Schotland                                             | Voorouders van Hendrik van Schotland                                             | Voorouders van Hendrik van Schotland                                             | Voorouders van Hendrik van Schotland                                             |
| ------------------------------------ | -------------------------------------------------------------------------------- | -------------------------------------------------------------------------------- | -------------------------------------------------------------------------------- | -------------------------------------------------------------------------------- | -------------------------------------------------------------------------------- | -------------------------------------------------------------------------------- | -------------------------------------------------------------------------------- | -------------------------------------------------------------------------------- |
|                                      | Crinan Grimus van Dunkeld (ca.975-ca.1045) ∞ Bethóc (-)                          | Crinan Grimus van Dunkeld (ca.975-ca.1045) ∞ Bethóc (-)                          | ? (-) ∞ ? (-)                                                                    | ? (-) ∞ ? (-)                                                                    | Edmund II van Engeland (990-1016) ∞ Ealdgyth Morcarsdotter (-)                   | Edmund II van Engeland (990-1016) ∞ Ealdgyth Morcarsdotter (-)                   | ? (1030-1054) ∞ ? (-)                                                            | ? (1030-1054) ∞ ? (-)                                                            |
| Grootouders                          | Duncan I van Schotland (1001-1040) ∞ Sybil van Northumbria? (-)                  | Duncan I van Schotland (1001-1040) ∞ Sybil van Northumbria? (-)                  | Duncan I van Schotland (1001-1040) ∞ Sybil van Northumbria? (-)                  | Duncan I van Schotland (1001-1040) ∞ Sybil van Northumbria? (-)                  | Eduard Ætheling (1016-1057) ∞ Agatha (-)                                         | Eduard Ætheling (1016-1057) ∞ Agatha (-)                                         | Eduard Ætheling (1016-1057) ∞ Agatha (-)                                         | Eduard Ætheling (1016-1057) ∞ Agatha (-)                                         |
| Ouders                               | Malcolm III van Schotland (1058-1093) ∞ Margaretha van Schotland (ca. 1045-1093) | Malcolm III van Schotland (1058-1093) ∞ Margaretha van Schotland (ca. 1045-1093) | Malcolm III van Schotland (1058-1093) ∞ Margaretha van Schotland (ca. 1045-1093) | Malcolm III van Schotland (1058-1093) ∞ Margaretha van Schotland (ca. 1045-1093) | Malcolm III van Schotland (1058-1093) ∞ Margaretha van Schotland (ca. 1045-1093) | Malcolm III van Schotland (1058-1093) ∞ Margaretha van Schotland (ca. 1045-1093) | Malcolm III van Schotland (1058-1093) ∞ Margaretha van Schotland (ca. 1045-1093) | Malcolm III van Schotland (1058-1093) ∞ Margaretha van Schotland (ca. 1045-1093) |
| David I van Schotland (1084-1153)    |                                                                                  |                                                                                  |                                                                                  |                                                                                  |                                                                                  |                                                                                  |                                                                                  |                                                                                  |

- Bibliothèque nationale de France: cb15044497z (data)
- Gemeinsame Normdatei: 121837580
- International Standard Name Identifier: 0000 0003 8343 819X
- Library of Congress Control Number: n87894153
- Nederlandse Thesaurus van Auteursnamen: 230003826
- SNAC: w6v1236m
- Système universitaire de documentation: 108783901
- Union List of Artist Names: 500316532
- Virtual International Authority File: 268847311
- WorldCat: E39PBJdCvJbMTrk6w8Tfj44H4q